# Lotte Meckauer
Lotte Meckauer, geborene Peiser, (* 1894 in Breslau; † 1971 in München) war eine deutsche Schriftstellerin.
Meckauer feierte früh Erfolge als Soubrette. Nach ihrer Heirat mit dem Schriftsteller Walter Meckauer begleitete sie ihren Mann bei Studienaufenthalten ins Ausland. Ihr eigenes schriftstellerisches Talent entwickelte sie spät.
1961 veröffentlichte sie zusammen mit ihrem Mann und ihrer Tochter den Band Schlangenfraß und Elektronenmusik, der auch eine ganze Reihe von ihr gedichteter Limericks enthält.
Ihre Tochter Brigitte (1925–2014) war mit dem Buchenwaldüberlebenden Rolf Kralovitz (1925–2015) verheiratet. Die gemeinsame Familiengrabstätte befindet sich auf dem Münchner Nordfriedhof.